# Хуньдунь

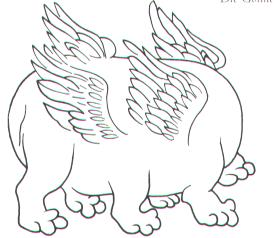
Хуньдунь на изображении эпохи Хань.

Хуньду́нь (кит. упр. 混沌, пиньинь Hùndùn, палл. хуньдунь) — мифологическое существо, представлявшееся в Древнем Китае воплощением изначального хаоса, из которого возникла Вселенная.

## Предание
Образ Хуньдуня выражался в виде первичного мешка или яйца, при расщеплении неразделимого содержания которого возникают Космос и Земля. Эта космогоническая теория сложилась в китайской астрономии в эпоху Хань (III до н. э. — III н. э.) .
О происхождении же мира из Хуньдуня рассказывается в даосском трактате эпохи Чжоу «Чжуан-цзы» (III век до н. э.). Согласно этому преданию, Хуньдунь (Хаос) не имел ни лица, ни 7 отверстий для органов чувств (глаз, ушей, ноздрей, рта) и царил в центре мира. По обе стороны от него, по краям света, простирались владения богов Южного моря Шу (Быстрый) и Северного моря Ху (Внезапный). Владыки морей часто навещали Хуньдуня, и тот всегда радушно встречал гостей. Однажды Шу и Ху решили вознаградить своего хозяина за его доброту. Они решили, что Хуньдунь, как и каждое существо, должен видеть, слышать, обонять и так далее. Поэтому, придя к нему в следующий раз, они принесли с собой инструменты (топор и сверло), и в течение 7 дней просверлили в Хуньдуне 7 отверстий, после чего Хуньдунь скончался, а из его тела возникла Вселенная.
В другом источнике, «Книге гор и морей», написанной в эпоху Хань, сообщается, что Хуньдунь — это божественное существо, обитавшее на юго-западе от священной горы Тайшань (Гора Восхода). Выглядит он как мешок огненно-красного цвета, 3-метрового роста, без головы, глаз, ушей, ноздрей и рта, с 6 лапами и 4 крыльями.